# История Даугавпилса
Старый Динабург (сейчас Вецпилс, Науенская волость) был основан меченосцами на берегу реки Двины, в 19 км вверх по течению от нынешнего города. В исторических источниках замок впервые упоминается в 1275 году. В 1275 году магистр Ливонского ордена барон Эрнст фон Ратцебург поставил каменный замок Динабург, который стал центром комтурии (там был размещён гарнизон во главе с комтуром). В наши дни в 1996 году на городище установлен макет замка (авт. И. Манжос).
Языковед Галина Питкевич отмечала, что город формировался и развивался под влиянием нескольких культур и религий, подразделяя 800-летнюю историю на немецкий период, в составе Ливонского ордена (XIII—XVI вв.), затем польский период (XVI—XVIII вв.), а после первого раздела Польши (1772 г.) — российский период, до начала XX в. Эти периоды определили три ойконима, связанные с названиями реки, на которой он расположен: Динабург (1275—1893 с перерывами, от реки Дюна, нем.) — Двинск (1893—1920, от Западной Двины, рус.) — Даугавпилс (с 1920 г., от Даугавы, латыш).

## Значение
Замок стал важным опорным пунктом в борьбе Ордена с Литвой. Вскоре после основания нового замка литовский князь Тройден осаждал его несколько недель, с применением 4 камнемётных машин, однако проломить стены тогда не удалось. Несколько лет спустя штурм, предпринятый преемником Тройдена, князем Витенем, оказался более успешным, и замок был в первый раз разрушен. В 1313 году магистр ордена Герд фон Йорк вновь отстроил Динабург, а в 1347 году магистр Госвин фон Герике пристроил ещё четыре башни. Впоследствии, при осадах 1396 и 1403 годов, литовцы вновь наносили замку существенные повреждения. В 1481 году замок был взят войсками Ивана III; позже войска были отведены.

## В составе Речи Посполитой
В 1558 году началась Ливонская война. В 1559 году Динабург был уступлен ливонцами великому князю Литовскому и королю Польскому Сигизмунду II Августу за помощь Ордену в Ливонской войне — перешёл под «клиентеллу и протекцию», то есть, под протекторат Великого княжества Литовского. По договору между Сигизмундом II и ландмейстером Тевтонского ордена в Ливонии Готхардом Кетлером, заключённому в 1561 году, Динабург вошёл в состав Великого княжества Литовского. В 1566 году было образовано Задвинское герцогство. Первым наместником Задвинского герцогства стал Ян Иероним Ходкевич (1566—1578). До 1569 года герцогство было провинцией Великого княжества Литовского, после Люблинской унии стало кондоминиумом Польши и Литвы.
В 1569 году герцог Готхард Кетлер окончательно отказался от замка в пользу Речи Посполитой.
В ходе Ливонской войны в июле 1577 года замок был взят войсками Ивана Грозного, который повелел построить шанец в 19 км от разрушенного ливонского замка — в устье речки Шуница напротив селения Иерусалимка. Однако в 1578 году Иван Грозный был вынужден отказаться от Ливонской области, вернув её Речи Посполитой. 26 марта 1582 года король Стефан Баторий предоставил Динабургу Магдебургское право. Динабургская крепость Стефана Батория состояла из цитадели с 6 бастионами, была окружена земляным валом; дополнительное, второе кольцо вала было возведено вокруг всего города.
В это время в Динабурге начинают обосновываться польские помещики и чиновники.
Во время войны за шведский престол между королём Сигизмундом и герцогом Карлом Седерманландским, а также при Густаве II Адольфе, шведы дважды брали Динабург, но каждый раз возвращали его Речи Посполитой. В ходе военного разорения края в Динабургском округе в 1602 году отмечены случаи людоедства (согласно мемуарам местного ксензда). По Альтмаркскому перемирию Речь Посполитая утратила большую часть владений в Ливонии. Оставшаяся территория была названа Инфляндским воеводством, административным центром которого стал Динабург.
В результате Кейданской унии в 1655 году город был занят шведами. Однако год спустя, в ходе русско-шведской войны 1656—58, Динабург был осаждён и взят войском царя Алексея Михайловича, который переименовал город в Борисоглебск. В 1666 году в ходе русско-польской войны под Борисоглебском было отражено литовское наступление, однако по результатам Андрусовского перемирия город вновь вошёл в состав Речи Посполитой.
В середине XVIII века в Латгалии начали селиться евреи, долгое время являвшиеся обособленной общиной и исключенные из общественной и государственной жизни.
В тот период Динабург всё ещё представлял собой небольшое поселение возле замка: на 1765 год в городе имелось три улицы — Рижская, Люцинская, (Лудзенская) и Замковая.

## В составе Российской империи
По результатам первого раздела Речи Посполитой Динабург был включён в 1772 году в состав Псковской губернии Российской империи, с 1802 года уездный город Витебской губернии.
С 1772 года состоятельные евреи на присоединённых к Российской империи землях получили российское подданство и равные права с русскими торговцами и промышленниками. С 1780 года им было разрешено записываться в купечество, что способствовало быстрому росту еврейского населения Динабурга.
Город начал разрастаться, был утверждён план его развития.
В 1810—1878 годах в городе строится по тем временам современная Динабургская крепость, сыгравшая важную роль в Отечественной войне 1812 года. Руководил работами военный инженер генерал Е. Ф. Гекель. Крепость строили на месте старого города, в связи с чем с 1826 года по единому проекту строился новый.
Возникли новые кварталы, в городскую черту включались окрестные слободки и деревушки. В Двинский период (Г. Питкевич) появилось большинство топонимов, в латвийское время переведённых на латышский язык: Болотная улица — Пурвью, Варшавская — Варшавас, Златогорская — Зелткалнс, Лагерная — Нометню, Средняя — Видус и т. д. Рядом со слободой Тауполь (позднее Райполь) образовался Старый Форштадт. Возникли районы Новый (Большой) Форштадт, Эспланада, чуть позднее — Майки.
Для защиты города от наводнений была построена дамба по проекту Мельникова П. П. в 1833—1841 годах (подробнее смотрите Наводнения в Даугавпилсе). 13/25 октября 1831 года поселение Грива присоединено к Динабургу (в 1849 вышло). В 1845—1848 годах был сооружён костёл Святого Петра. В период 1856—1864 годов выстроен Собор Александра Невского на центральной площади Динабурга. В 1858—1862 годах построен первоначальный железнодорожный (Крепостной) мост через Двину.
В 1860-е годы в Динабурге появились районы Новое Строение и Гаёк. Постепенно в город вошли окрестные населённые пункты, имена которых закрепились на карте города: Визбули, Средняя Погулянка, Межциемс.
Со второй половины XIX века город являлся одним из торговых центров Западной России.
Новое значение город приобрёл со строительством участков железной дороги Санкт-Петербург — Варшава в 1860—1862 годах, линии из Риги (1861), Витебска (1866) и Радзивилишки (1873) (подробнее см. Даугавпилсский железнодорожный узел). С середины XIX века начинается бурное развитие промышленности (см. Промышленный переворот в России).
В 1883 году в пригороде (ныне район города Межциемс; латыш. Mežciems, «Лесной посёлок», ранее Погулянка) графом Плятером-Зибергом основана лечебница (санаторий «Погулянка»), вокруг которой в лесу вырос дачный посёлок.
В 1889 году было построено нынешнее здание Городской Думы.
14 января 1893 года Указом императора Александра III город Динабург переименован в Двинск.
В начале 1890-х годов была выстроена неоготическая лютеранская кирха Мартина Лютера на Новом Строении.
В 1897 году, согласно данным Всероссийской переписи, население города составляло 69 675 человек, в том числе евреи — 32 064, русские — 19 153, поляки — 11 420, немцы — 3 126, белорусы — 1 525, латыши — 1 274.
В 1902—1905 годах был сооружён католический костёл Непорочного зачатия Девы Марии на Новом Строении. В 1910 году изготовлены и установлены солнечные часы в сквере напротив Реального училища.
В 1912 году выросший на противоположном берегу Двины (в Курляндской губернии посёлок-спутник Двинска Грива (ныне район города) стал городом.
В 1914 году население города составляло 112 837 человек. Двинск был крупнейшим городом Витебской губернии по населению и промышленному обороту.

## В годы Первой Мировой войны и Гражданской войны
В ходе Первой Мировой войны большая часть промышленности была эвакуирована во внутренние регионы России. Фронт приблизился к городу осенью 1915 года, когда в ходе Свенцянского прорыва германские войска получили возможность двинуться к Двине и Двинску. 3 сентября немцы заняли Ново-Александровск (Зарасай). Ожесточённые бои начались за Медуми на Медумских высотах, поселение несколько раз переходило из рук в руки. Полученное подкрепление позволило остановить немцев на окраине поселения. В результате боев сентябрь-октябрь 1915 года город отстояли, бои в районе Иллукста и её оставление после уличных боёв 10 октября 1915 года, образовался позиционный фронт 1915—1918 годов. Взятие Двинска, как важного стратегического пункта, открывало дорогу на столицу страны Петроград, мужество солдат и офицеров Русской армии позволяет сказать «Двинск — это наш Верден», по аналогии 9-месячной обороны Вердена во Франции. Город обстреливался дальнобойной артиллерией, бомбился германской авиацией. Город пережил тотальную эвакуацию своей промышленности и государственных и административных учреждений. Оборону города осуществляла 5 армия под командованием генерала П. П. Плеве, Гурко.
Из иллюстрированного журнала «Искры» 6 ноября 1916 года:

 Бои под Двинском. В упорных, жестоких встречных боях под Двинском наша конница совершает подвиги безграничной отваги. Части двух дивизии, пущенные вовремя в атаку и доведшие её до конца, во многих местах врубались в нерасстроенную пехоту противника, устилали свой путь вражескими трупами, забирали её в плен и этим остановили наступление германцев. Подвиги, совершённые ими на берегах Дрисвятского озера 15 и 16 сентября, воскрешают былые славные картины, когда конница своими ударами заключила бой могучим аккордом, вырывала победу из рук противника, или же — когда суровая обстановка боя требовала жертвы,- приносила её, бешеными атаками задерживая торжествующего врага. Настала вновь пора Платовых, Кульневых, Давыдовых, Сеславиных. Конница наша та же по духу, как и в славном Двенадцатом году. Враг на тех же местах, освящённых кровью наших прадедов в ту достопамятную пору.

Вокруг города шли позиционные бои, в 1917 году после Февральской революции началось братание на фронте, к осени 1917 года разложение фронта, появление «двинцев», усиление влияния большевиков в войсках.
После Октябрьской революции и перемирия на фронте (Декрет о Мире) в ноябре через Двинск проследовала полномочная делегация СНК из Петрограда в Брест для ведения мирных переговоров с Германией. 31 декабря 1917 года постановлением СНК РСФСР Двинский уезд Витебской губернии был передан в состав «Советской Латвии» (Республики Исколата). 18 февраля 1918 года город заняли германские войска.
После Ноябрьской революции в Германии 9 декабря 1918 года германские войска без боя оставили Двинск в пользу Красной Армии. Двинск вошёл в состав Латвийской Социалистической Советской Республики, провозглашённой 17 декабря 1918 года.
Во время советско-польской войны в ходе боёв за Двинск 3 января 1920 года город был оккупирован польскими войсками под командованием генерала Рыдз-Смиглы. По Рижскому мирному договору с Советской Россией от 11 августа 1920 года город и уезд были закреплены за независимой Латвией и в том же году город был переименован в Даугавпилс («за́мок/город на Даугаве»). Однако в русском языке продолжали использовать название «Двинск», которое было вытеснено «Даугавпилсом» после переворота Улманиса 1934 года.

## В составе 1-й Латвийской Республики
Во времена первого периода существования Латвийской республики, в 1922 году, основана народная консерватория, в дальнейшем Музыкальная школа, Музыкальный колледж. В 1923 году, на основе учительского семинария (курсов) с 1921 года, был открыт Даугавпилсский государственный учительский институт, ныне Даугавпилсский университет.
В 1935 году открыт первый стальной мост в Прибалтике — Мост Единства, соединяющий Даугавпилс с Гривой.
В 1936—1937 годах построен «Дом единства», в котором находился театр, клуб, гостиница, ресторан, магазины.
В начале декабря 1939 года через город по железной дороге проследовал в Германию персонал эвакуированного Посольства Финляндии в Москве, из-за начавшейся войны 1939—1940 годов. Посол Финляндии прожил несколько дней в одной из гостиниц города.

## В годы Второй мировой войны
С началом войны 1 сентября 1939 года Германии с Польшей на территорию Латвии в районе Даугавпилса перешли части армии, авиации польской армии, в Крепости осенью был устроен лагерь для интернированных поляков.
17 июня 1940 года со стороны города Грива в Даугавпилс вступили части Красной Армии.
26 июня 1941 года город заняли немецкие войска. Генерал-полковник германской армии Гейнц Гудериан отметил в своих воспоминаниях «[26 июня] 8-й танковой дивизии группы армий „Север“ удалось овладеть Двинском (Даугавпилс) и захватить в этом районе мосты через реку Западная Двина». В предмостном укреплении крепости было оборудовано еврейское гетто. В Погулянском лесу происходили массовые расстрелы. За северным валом крепости находился лагерь для советских военнопленных «Шталаг-340» («Stalag 340»). В 1942—1944 годах в городе работал русский драматический театр, после освобождения города его актёры составили костяк городского театра.
В августе-октябре 1944 года, после освобождения города 27 июля от немецких войск, город исполнял роль столицы Латвийской ССР — здесь размещались центральные органы власти: Верховный Совет Латвийской ССР, Совет Народных Комиссаров, правительство, ЦК КПЛ, газет «Циня», «Советская Латвия». В течение полугода осень 1944—1945 года в госпиталях города проводились испытания советского пенициллина под руководством профессора З. В. Ермольевой.
Во время Второй Мировой войны на территории города было уничтожено более 165 тысяч человек, а город был разрушен более чем на 70 %.

## В составе СССР
5 ноября 1946 года пущен трамвай. В течение периода с 8 апреля 1952 года по 25 апреля 1953 года город был областным центром Даугавпилсской области Латвийской ССР. 30 мая 1953 года Указом Президиума Верховного Совета ЛатССР город Грива присоединён к городу Даугавпилс.
В 1957 году заработала даугавпилсская телебашня высотой 180 метров. В 1980-х годах было надстроено с помощью вертолёта ещё 24 метра, сейчас её высота составляет 204 метра. В 1959 году Всесоюзная Перепись населения СССР отметила в городе 65,5 тыс.человек. Были построены новые жилые районы, Даугавпилсский завод приводных цепей, завод химического волокна, авторемонтный завод, мебельный комбинат, Латремстанок и другие предприятия, например, мясокомбинат, консервный завод.
Выросли новые микрорайоны: Посёлок химиков, Новые Стропы, Старые Стропы, Крыжи, Ругели, Черепово. Город начал разрастаться на левом берегу, где расположились жилые районы Юдовка, Калкуны, Нидеркуны и Грива, которая в 1956 году утратила статус самостоятельного города.
В 1970 году Всесоюзная Перепись населения СССР зафиксировала в городе 100,6 тыс. человек. В послевоенный период город входил в список НАТО ста объектов, подлежащих ядерной бомбардировке по своей значимости и военно-стратегическому положению, так как в городе находился важный железнодорожный узел, военные склады, военное училище, военный аэродром (ныне Даугавпилсский Международный аэропорт).
В 1976 году при въезде в город со стороны Риги установлен монумент «Чайка». В 1979 году начато строительство Даугавпилсской ГЭС в районе Ругели, стройка остановлена в 1987 году. С 1987 года начинается история Латгальского зоосада. В 1988 году восстановлен городской театр. В 1989 году на старых быках смонтирован новый настил моста Единства. В 1989 году Всесоюзная Перепись населения СССР зафиксировала в городе 126,7 тыс.человек.